# Marko Montana
Marko Montana (Almagro, 1 de julio de 1991) es un director, guionista y productor de videoclips español. Sus proyectos más destacadas son VALENTN - Can't let go (Videoclip), por el que recibió en 2017 un premio en Berlin Music Video Awards, y Adam Wendler - Into the night (Videoclip), Ganador en 2018 del Festival de cine de Castilla-La Mancha, en la categoría mejor video musical.

## Biografía

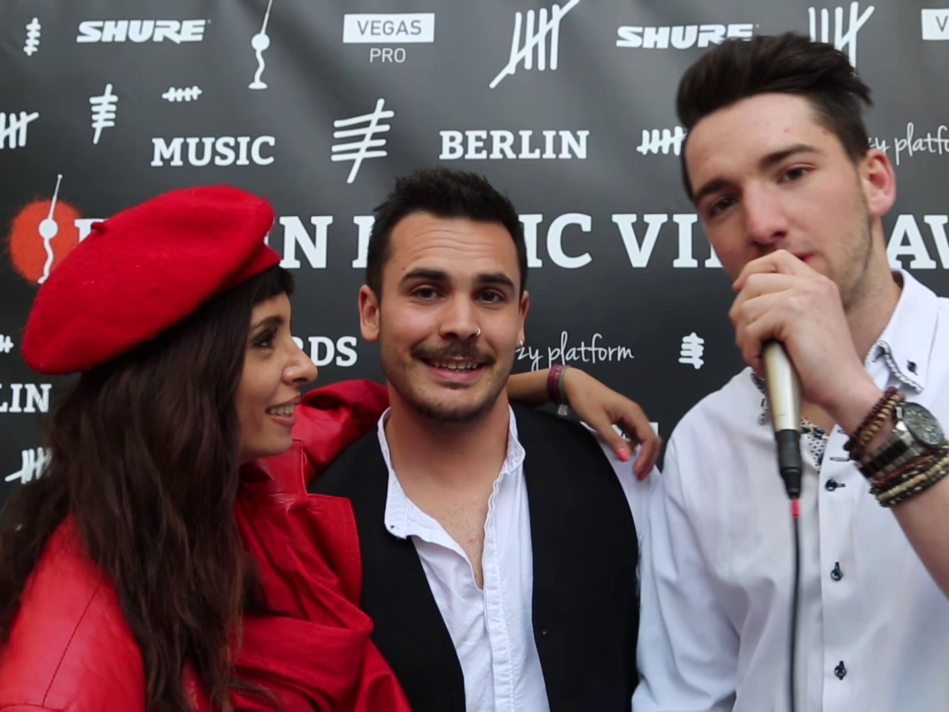
Montana en 2017, en Berlin Music Video Awards

Marko Montana nació en Almagro (Ciudad Real) en 1991. Después de vivir en Inglaterra, Malta, Francia y Portugal, trabajando en diferentes sectores relacionados con lo audiovisual, en 2016 se trasladó a Berlín para enfocar su trabajo en la industria cinematográfica. Desde entonces ha realizado diversas producciones audiovisuales como director bajo el nombre de ‘Marko Montana’, por las que ha recibido varias distinciones. Su trabajo fue seleccionado por el spónsor oficial de Berlin Music Video Awards, Vegas Pro, el programa de edición de vídeo con el que se realizó la posproducción del vídeoclip ‘Can’t let go’, que compitió por el premio con producciones procedentes de más de catorce países.
Entre los participantes en el festival, concurrieron vídeos de artistas como The Weekend, Little Big, Lorn, DJ Shadow, Skrillex, Massive Attack y Coldplay, entre muchos otros.
El vídeo ganador fue creado por Entropy Collective, la productora que Montana fundó en 2016 en Berlín.
Actualmente esta liderando varias iniciativas con las cuales pretende contribuir al fomento de la industria cinematográfica de Castilla-La Mancha.

## Premios
Durante su carrera ha recibido varios premios.
- 2017 Ganador del Berlin Music Video Awards por VALENTN - Can't let go (videoclip)
- 2018 Ganador del Festival de cine de Castilla-La Mancha por Adam Wendler - Into the night (Videoclip)